# John Keats
John Keats (31. října 1795 Londýn – 23. února 1821 Řím) byl jedním z předních básníků anglického romantismu. Během svého krátkého života bylo jeho dílo soustavně napadáno dobovým tiskem, přestože tyto námitky byly spíše rázu politického než estetického. Přesto v polovině devatenáctého století začalo být jeho dílo oceňováno díky kulturní změně, pro kterou bylo předzvěstí a kterou pomáhalo vytvářet. Zejména pro ranou Keatsovu poezii byly charakteristické smyslové obrazy a komplexní výběr slov. Často měl pocit, že jeho práce zůstávají ve stínu děl Johna Miltona, Edmunda Spensera a Williama Shakespeara. Teprve na konci života napsal své nejlepší a nejpozoruhodnější básně, včetně několika ód, které patří k nejoblíbenějším básním v angličtině.

## Život
John Keats se narodil v roce 1795 v Londýně v ulici Moorgate 85 jako nejstarší z pěti dětí. Jeho otec Thomas Keats pracoval v tomto městě jako podkoní. Keats zde žil až do roku 1804, kdy jeho otec zemřel na následky fraktury lebky způsobené pádem z koně. Vdova Frances Jennings Keatsová se brzy provdala znovu, záhy však svého nového manžela opustila a přestěhovala se společně se svými čtyřmi dětmi (jeden ze synů, Edward Keats, zemřel roku 1802) ke Keatsovým prarodičům, Johnovi a Alice Jenningsovým. Keats zde začal navštěvovat školu, kde se poprvé začal vážněji zabývat literaturou. V roce 1810 umírá Keatsova matka na tuberkulózu a ponechává své děti v péči jejich babičky (John Jennings zemřel v roce 1805).

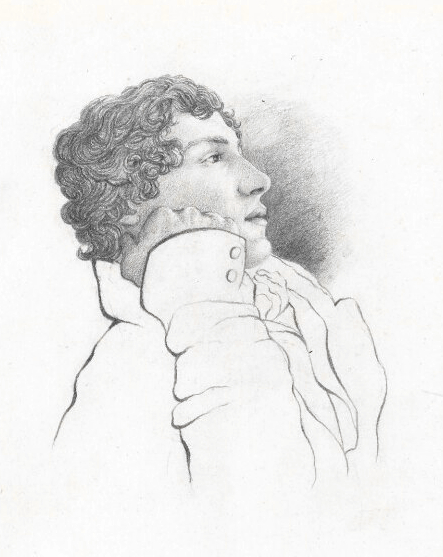
John Keats, portrét z roku 1819

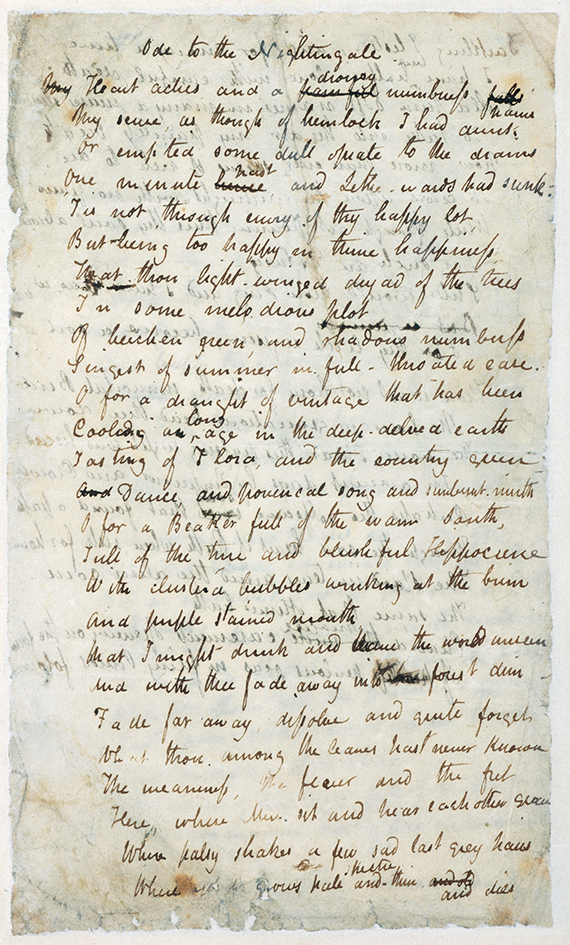
'Óda na Slavíka, rukopis

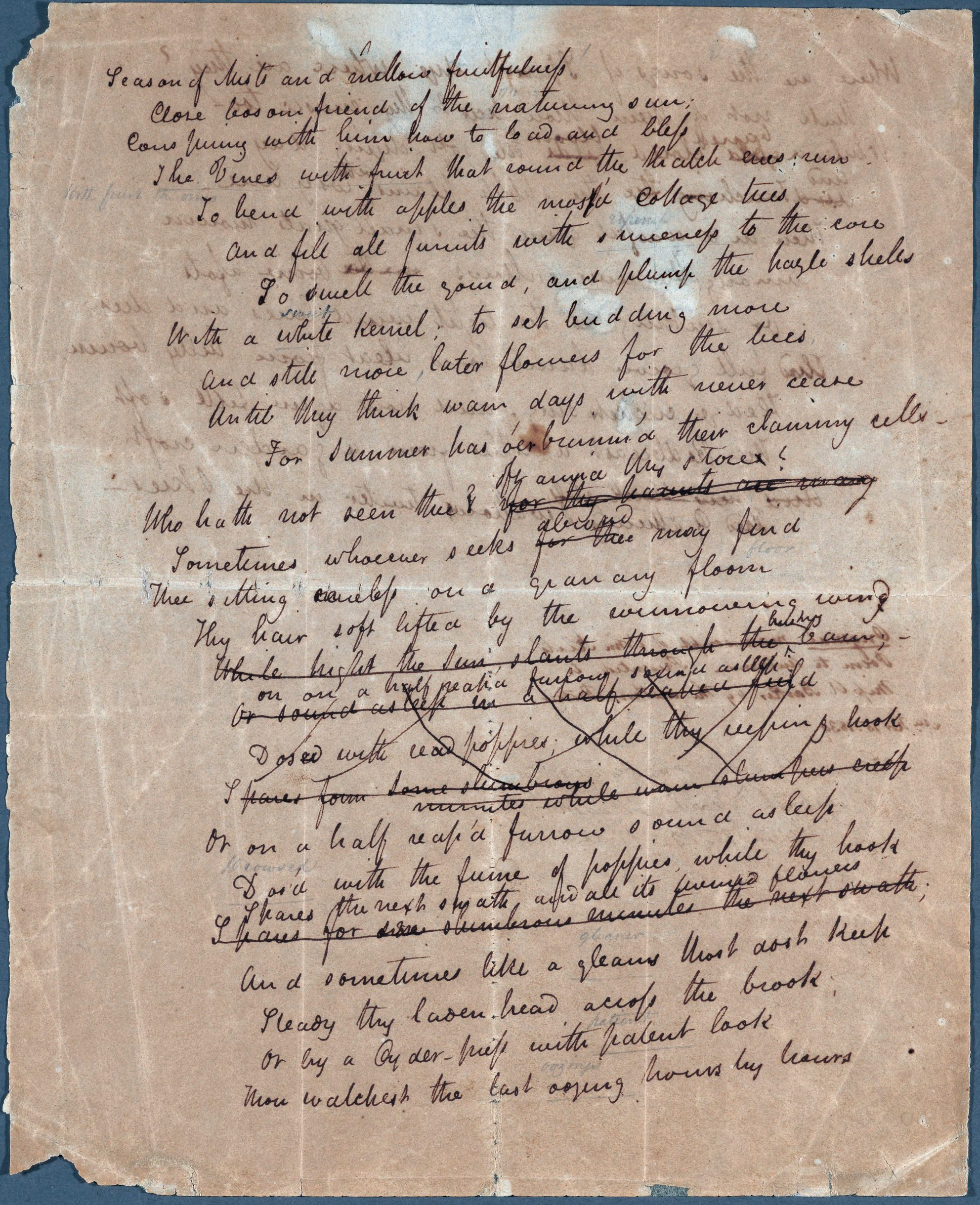
Podzimu, rukopis

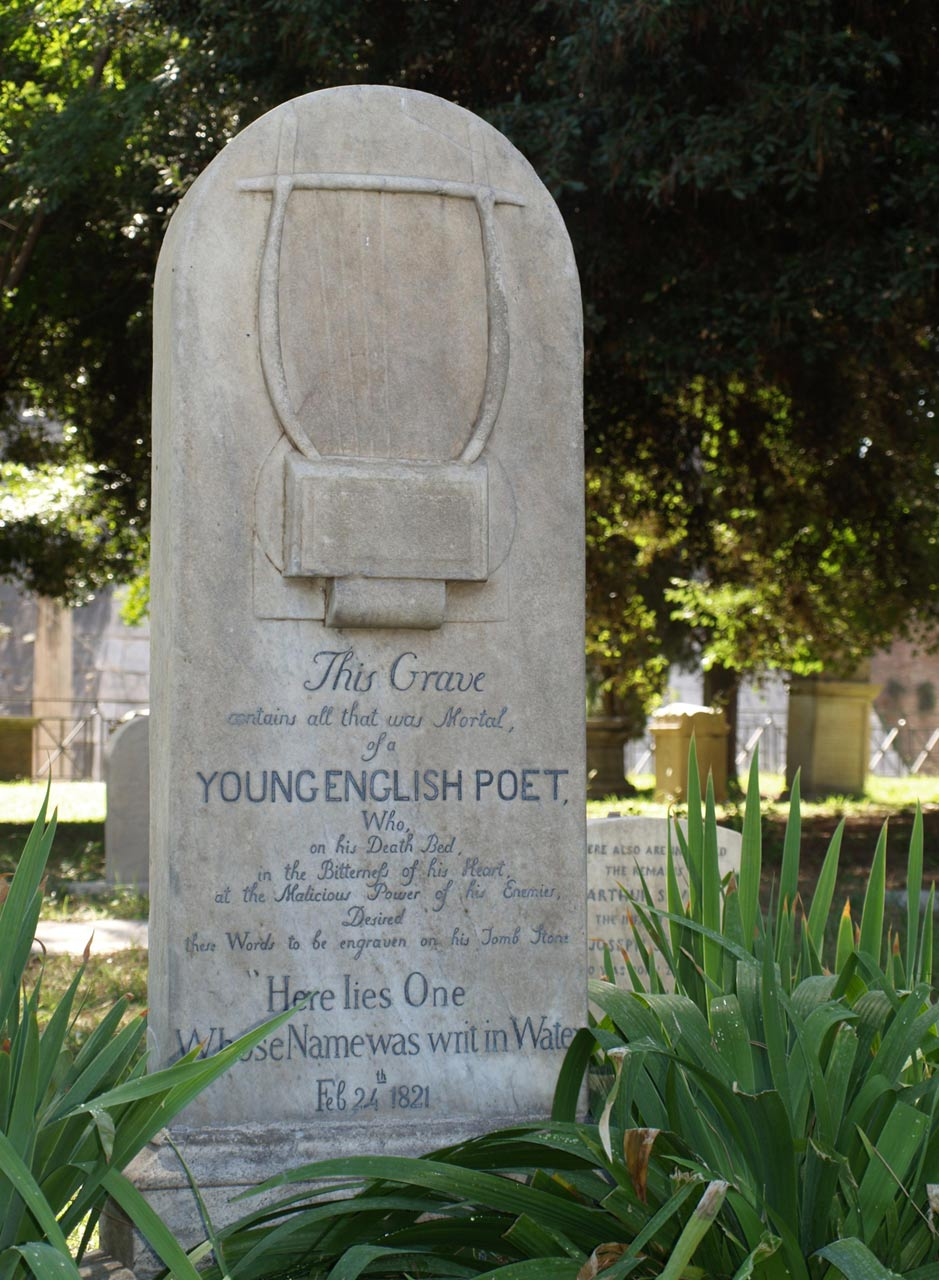
Keatsův hrob v Římě

Alice Jenningsová ustanovila pro své svěřence dva opatrovníky, kteří v roce 1811 Keatse přesunuli z jeho staré školy na studium k chirurgovi Thomasovi Hammondovi. Dne 19. prosince 1814 umírá Alice Jenningsová a opatrovníkem Keatsových dětí se stává Richard Abbey. V následujícím roce začíná Keats studovat farmacii v londýnské Guy’s Hospital. V tomto období se stále více věnuje studiu literatury a skládá své první básně. Jeho první publikovanou básní byla Ó, samoto otištěná v novinách The Examiner v roce 1816. V červenci 1816 skládá závěrečné zkoušky z farmacie. V dubnu roku 1817 strávil týden ve vesnici Carisbrooke na ostrově Wight, kde složil rozsáhlou báseň Endymion.
Krátce nato začíná pečovat o svého bratra Toma Keatse. Tom, podobně jako jeho matka, onemocněl tuberkulózou. Po dokončení Endymionu se John Keats společně se svým přítelem Charlesem Brownem vydává do Skotska a Irska. Během této cesty se však i u něj začaly projevovat příznaky tuberkulózy, a proto se rozhodl vrátit do Londýna. Po návratu zjistil, že se Tomův stav zhoršil a že se Endymion, podobně jako jeho předchozí sbírka básní nazvaná Básně, stal terčem kritiky. 1. prosince 1818 umírá Tom Keats a John Keats se stěhuje na Hampstead k Charlesovi Browneovi. Na Hampsteadu bydlí vedle Fanny Brawneové, která zde žila se svou matkou. Keats se do Fanny okamžitě zamiloval a koncem roku 1819 se spolu zasnoubili. Přesto se nejednalo o šťastné spojení. Keatsova vášeň pro Fanny mu přinášela spíše roztrpčení než útěchu. Jejich korespondence (vydaná posmrtně) silně pobouřila viktoriánskou společnost. V deníku Fanny Brawnové je pouze jediná zmínka o jejich rozchodu: „Pan Keats opustil Hampstead.“
Jejich vztah byl ukončen v roce 1820, kdy se u Keatse projevily závažné příznaky nemoci, která sužovala jeho rodinu. Na návrh svého doktora opustil chladné ovzduší Londýna a se svým přítelem, malířem Josephem Severnem, se přesunul do Říma, kde bydlel v domě nad Španělskými schody. Navzdory péči Josepha Severna a doktora Johna Clarka se jeho zdravotní stav rapidně zhoršoval. John Keats zemřel 23. února 1821 v jedenáct hodin večer. Pohřben byl na protestantském hřbitově v Římě. Na jeho přání byl na náhrobek vytesán nápis „Zde leží ten, jehož jméno bylo napsáno do vody.“ Jeho jméno se na náhrobku nevyskytuje.
Shelley a Byron mylně dávali jeho smrt za vinu článkům otištěným krátce předtím v časopisech Blackwood's Edinburgh Magazine a Quarterly Review, které ostře útočily na Keatsův Endymion. Keats byl těmito recenzemi „zdrcen“, jak to později komentoval Byron. Dlouho se věřilo, že autorem jednoho z útočných článků byl William Gifford, nicméně se později se ukázalo, že skutečnými autory jsou John Gibson Lockhart a John Wilson Croker. Keatsova smrt inspirovala Shelleyho k napsání básně Adonis.

## Dílo
Seznámení s dílem Edmunda Spensera, zvláště s Královnou víl, bylo pro Keatse zlomovým momentem. Spenser a jeho tvorba inspirovali Keatse k napsání první básně nazvané Imitace Spensera. Spřátelil se s Leighem Huntem, básníkem a nakladatelem, který roku 1816 ve svých novinách The Examiner otiskl první Keatsovu báseň Ó, samoto. V roce 1817 Keats vydává svou první básnickou sbírku nazvanou jednoduše Básně. Tato sbírka nebyla dobře přijata, částečně díky Keatsovu přátelství s kontroverzním Leighem Huntem. Keats napsal své nejlepší básně na jaře a v létě roku 1819. Období mezi zářím 1818 a zářím 1819 označováno za Velký rok nebo Živoucí rok, neboť tento rok je jeho nejplodnějším obdobím, během nějž napsal své nejvíce ceněné básně. Tato horlivá činnost měla hned několik příčin: smrt jeho bratra Toma, kritické přijetí Endymionu a setkání s Fanny Brawnovou. V tomto období vznikla balada La Belle Dame sans Merci, ódy Óda na Psyché, Óda na slavíka, Óda a melancholii, Óda na řeckou vázu a báseň Podzimu.

## Výběrová bibliografie
- Naději (1815, To Hope), sonet
- Ó samoto! (1816, O Solitude!), sonet, první Keatsova otištěná báseň
- Po prvním nahlédnutí do Chapmanova překladu Homéra (1816, On First Looking into Chapman's Homer), sonet
- Spánek a poezie (1816. Sleep and Poetry), báseň
- Endymion (1817), volné zpracování antické báje o lásce bohyně Měsíce Seléné k pastýři Endymionovi
- Hyperion (1818), nedokončený epos založený na pověsti o Titánomachii.
- Pád Hyperionu: Sen (1819, The Fall of Hyperion: A Dream), epická báseň související s Hyperionem, publikováno posmrtně až roku 1856
- Isabella neboli Květináč s bazalkou (1818, Isabella, or the Pot of Basil), básnická povídka s námětem z Boccacciova Dekameronu.
- Při návštěvě Burnsova hrobu (1818, On Visiting the Tomb of Burns), báseň.
- Stará Meg (1818, Meg Merrilies), balada o postavě z románu Waltra Scotta Guy Mannering,
- La Belle Dame sans Merci (1819), balada obsahující motivy melancholie, deziluze a zániku.
- Lamia (1819), básnická povídka, zpracování antické báje o ženě proměněné v hada.
- Óda na Psyché (1819, Ode to Psyche), první Keatsova óda ze slavných ód roku 1819 věnovaná opomíjené bohyni Psyché.
- Óda na slavíka [1819, Ode to a Nightingale), óda zabývající se tématem přírody, pomíjivosti a smrtelnosti.
- Óda na melancholii (1819, Ode on Melancholy), óda popisuje básníkovo vnímání melancholie prostřednictvím lyrického diskurzu mezi básníkem a čtenářem.
- Óda na řeckou vázu (1819, Ode on a Grecian Urn), v ódě básník oslovuje starověkou řeckou amforu, popisuje a diskutuje o motivech na ní vyobrazených a dochází k závěru, že amfora řekne budoucím generacím lidstva: "Krása je pravda, pravda krása je."
- Óda na zahálku (1819, Ode to Indolence), óda obsahuje básníkovo rozjímání o ránu stráveném v nečinnosti.
- Den zmizel (1819, The Day Is Gone), sonet.
- Bright star (1819, Zářivá hvězdo), milostný sonet.
- Předvečer svaté Anežky (1819, The Eve of Saint Agnes), báseň, inspirována láskou k Fanny Brawneové, se odehrává ve středověkém hradě a je založená lidové víře, že dívka může vidět svého budoucího manžela ve snu, pokud v předvečer svaté Anežky vykoná určité obřady.
- Podzimu (1819, To Autumn), tato lyrická báseň bývá považována za jednu z nejlepších Keatsových básní.

## České překlady
- Den zmizel, La belle dame sans merci, Óda jeseni, Óda na melancholii (in Moderní básníci angličtí) Josef R. Vilímek, 1898 Praha (přeložil Jaroslav Vrchlický) Dostupné online
- Hyperion (in Robert Browning: Na balkoně), Kamilla Neumannová, 1911 Praha (přeložil Arnošt Procházka)
- Večer svaté Anežky, Jan Hart, 1912 Praha (přeložil Jan Hart)
- Básně, František Borový, 1928 Praha (přeložil František Bíbl). Dostupné online.
- Fanny Brownové dopisy a verše, Václav Pour, 1933 Praha (vybral a přeložil Albert Vyskočil)
- Tři stálice: William Wordsworth, John Keats, P.B. Shelley, Československý spisovatel 1974, Praha (vybrala a přeložila Jarmila Urbánková)
- Obrys krásy, Mladá fronta, 1977 Praha (uspořádala a přeložila Hana Žantovská)
- Když mraky září, SNKLU, 1961 Praha (přeložila Jiřina Hauková)
- Déšť z plané růže, Mladá fronta, 1994 Praha (vybrala a přeložila Hana Žantovská)

(Hana Žantovská ovšem uvádí, že Keatsovy básně do češtiny dále překládali např. J. V. Sládek, A. Klášterský a O. Theer)

## Vliv
Keatsovy básně inspirovaly amerického spisovatele Dana Simmonse k sepsání sci-fi ságy Kantos Hyperionu.

## Ukázky
- "Nevěsto ticha, nedotčená dosud, / schovanko času, v kterém zvolna plynem, / pamětí hájů, jež nám dávný osud / sladčeji vyprávíš, než možno rýmem, / jaký to příběh zapsán je v tvém tvaru, / bohů či lidí, kam to vedeš nás?…" (z básně Óda na řeckou vázu)
- "Kde písně jara jsou? Ach kde jsou jen? / Nemysli na ně, vždyť svou hudbu máš, / když mezi prsty oblak mroucí den / do strnišť seje zrůžovělou zář. / U řeky pod jívami naříkat / komáři začnou, větrem zvedáni, / jen utichne, zas k zemi snést se mohou…" (Podzimu)

(obě ukázky pocházejí z výboru Obrys krásy, přeložila Hana Žantovská)